# Lago del Toro (Lérida)
El lago del Toro  (en occitano estanh deth Hòro) es un lago de origen glaciar situado a 2055 m s. n. m., en la comarca del Valle de Arán de la Provincia de Lérida. 
Tiene una superficie de 0,3 ha, está situado a los pies de la Forcanada o Malh des Pois (2881 m s. n. m.) en la parte alta del Valle del río Nere, río que desemboca en el río Garona en la localidad de Viella.